# Квартироло Ломбардо

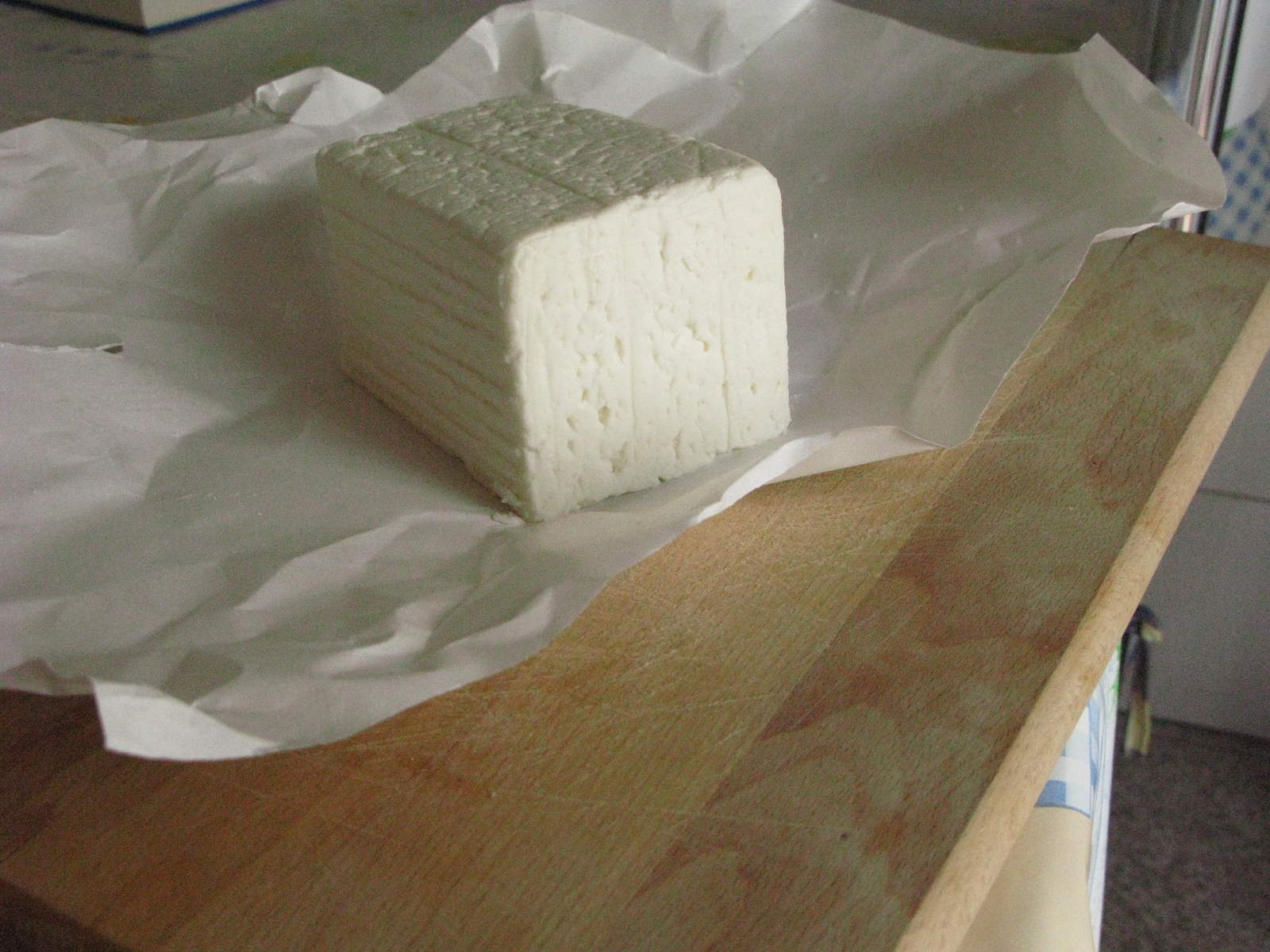
Молодой Квартироло Ломбардо

Квартироло Ломбардо (итал. Quartirolo Lombardo) — итальянский мягкий сыр из коровьего молока, производимый в регионе Ломбардия, в провинциях Бергамо, Брешия, Комо, Кремона, Лоди, Милан, Монца-э-Брианца, Павия, Варесе.

## История
Производство сыра известно с X века. Сначала его производили сезонно, с сентября по октябрь, когда коровы, спустившиеся с горных пастбищ в долину, питались свежей quartirolo - травой, выросшей на месте трех предыдущих сенокосов. Отсюда и пошло название сыра квартироло. Он принадлежит к семейству страккино, поскольку именно в период четвертого покоса коров перегоняли с гор в долины. Производство сыра зародилось в горах Val Sassina, затем производство распространилось на равнину. С 1993 года сыр имеет категорию DOP.

## Технология производства
Для производства сыра собирают молоко, по крайней мере, за два доения, молоко первого доения обезжиривают. После этого его нагревают до 35-40 °C и сворачивают жидким сычужным ферментом. Творожная масса измельчается до размера лесного ореха, высушивается и раскладывается по формам. Внутри квадратных форм сыр оставляют до достижения необходимой зрелости. Соление сыра сухое или в рассоле. Квартироло Ломбардо может быть молодым (выдержка 5 — 30 суток) или выдержанным (выдержка более 30 суток).

## Характеристика
Голова сыра имеет форму параллелепипеда с квадратным основанием размером 16-22 см, сторона прямая, высотой 4-8 см, вес от 1,3 до 5 кг. Кожица мягкая, влажная, покрыта плесенью, имеет отверстия. Цвет кожуры молодого сыра — белый, у зрелого — сероватый или красновато-оранжевый. Сырная масса молодого сыра рассыпчатая, зернистая, влажная, белого цвета и имеет механические отверстия. С созреванием сыр становится сливочным, с компактной текстурой, соломенного или насыщенного соломенно-желтого цвета.

## Употребление
Как самостоятельное блюдо или добавляют к салатам, холодным и горячим блюдам. Рекомендуемые вина: Lugana и Botticino для молодого сыра, Barletta для выдержанного.